# Ercheia clarior
Ercheia clarior är en fjärilsart som beskrevs av Embrik Strand 1914. Ercheia clarior ingår i släktet Ercheia och familjen nattflyn. Inga underarter finns listade i Catalogue of Life.